# أندريس لونا دي سان بيدرو
أندريس لونا دي سان بيدرو هو مهندس معماري فلبيني، ولد في 9 سبتمبر 1887 في باريس في فرنسا، وتوفي في 22 يناير 1952 في مانيلا في الفلبين.